# 岡村詩野
岡村 詩野（おかむら しの、1967年 - ）は、日本の音楽評論家。東京都生まれ、京都府育ち。

## 人物・来歴
東京都大田区で生まれる。まもなく京都に引越し小学生の頃にヴェルヴェット・アンダーグラウンドを、中学生でEP-4を知り、関西のアンダーグラウンドな音楽や英米のロックに関心を持つ。
中学高校では吹奏楽部に所属しクラリネットを吹く一方で、アール・スクラッグスの影響でバンジョーを弾いたという。
一転、高校ではトーキング・ヘッズの影響でベースを弾いた。1987年に再び東京へ。ファンジン製作、会社務めを経て25歳時よりフリーライターとして独立。

### 活動
2013年に京都へ転居。2015年現在、ミュージックマガジン、CDジャーナル等で執筆活動を続ける他、東京ではオトトイの学校で音楽ライター講座を担当。京都でも音楽ライター講座と京都精華大学の非常勤講師を務めている。関西を拠点として以降、音楽ライター講座in京都出身のライターによる音楽メディアki-ftの立ち上げに協力。京阪神エルマガジン社が運営するウェブマガジンLmaga.jpでも音楽記事を連載。2015年4月からエフエム京都（α-STATION）にて1時間番組IMAGINARY LINEを担当。

## 出演
- ポリタスTV（YouTube、2020年6月5日）